# Le Mans Series
Le Mans Series désigne, d'une part, un ensemble de différents championnats de sport automobile "satellites" à la course des 24 Heures du Mans, organisés au travers le monde en partenariat avec l'ACO; et d'autre part l'un de ces championnats ayant existé de 2004 à 2011. Cette désignation peut être abrégée "LMS".

## Description
Les manches composant ces championnats sont des courses de type "endurance", d'une longueur et d'une durée importante, et au minimum deux pilotes par voiture qui se relaient durant la course. Globalement, on retrouve dans ces championnats les véhicules ainsi que les écuries engagés lors de la course des 24 Heures du Mans. D'ailleurs, les écuries gagnantes de chaque championnat respectif reçoivent en fin de saison une invitation d'engagement à la course des 24H du Mans de la saison suivante, et la réglementation technique des véhicules est basée sur celle des 24 Heures du Mans.
Ces championnats peuvent être organisés à l'échelle mondiale, mais aussi à une échelle continentale. Contrairement à d'autres championnats connus, comme la Formule 1, la conception de ces championnats n'est pas "stable" au cours du temps; ainsi il est courant de voir ces championnats évoluer, changer, disparaitre. Par exemple, un championnat européen peut s'internationaliser (ex: LMES qui devient Le Mans Series), ou au contraire, un championnat internationalisé peut se "scinder" avec une branche continentale (LMS qui devient l'ELMS et l'ILMC); ou encore une catégorie de véhicule jusqu'à présent autorisée dans un des championnats peut se retrouver interdite, bien que toujours autorisée aux 24H ainsi que dans les autres championnats LMS (ex: la catégorie LMP1 en ELMS), etc.
Championnats mondiaux :
- de 2010 à 2011: Intercontinental Le Mans Cup, remplacé à partir de 2012 par: le Championnat du Monde d'Endurance

Championnats en Europe :
- en 2001, European Le Mans Series, organisée par l'American Le Mans Series (ou ALMS) de Don Panoz
- de 2004 à 2005: Le Mans Endurance Series (ou LMES), organisée par l'ACO
- de 2006 à 2011 : Le Mans Series, organisée par l'ACO
- depuis 2012: European Le Mans Series (ou ELMS), organisée par l'ACO

Championnats en Amérique du Nord :
- de 1999 à 2013 : American Le Mans Series (ou ALMS)

Championnats en Asie :
- de 2006 à 2007 : Japan Le Mans Challenge
- depuis 2009 : Asian Le Mans Series
- depuis 2016 : Asian Le Mans Sprint Cup